# Contra-compositie XIV
Contra-Compositie XIV (Duits: Kontra-Komposition XIV, Engels: Counter-Composition XIV, Frans: Contre-Composition XIV, Italiaans: Contro-Composizione XIV) is een schilderij van de Nederlandse schilder Theo van Doesburg in de Fondacion Villanueva in Caracas.

## Het werk

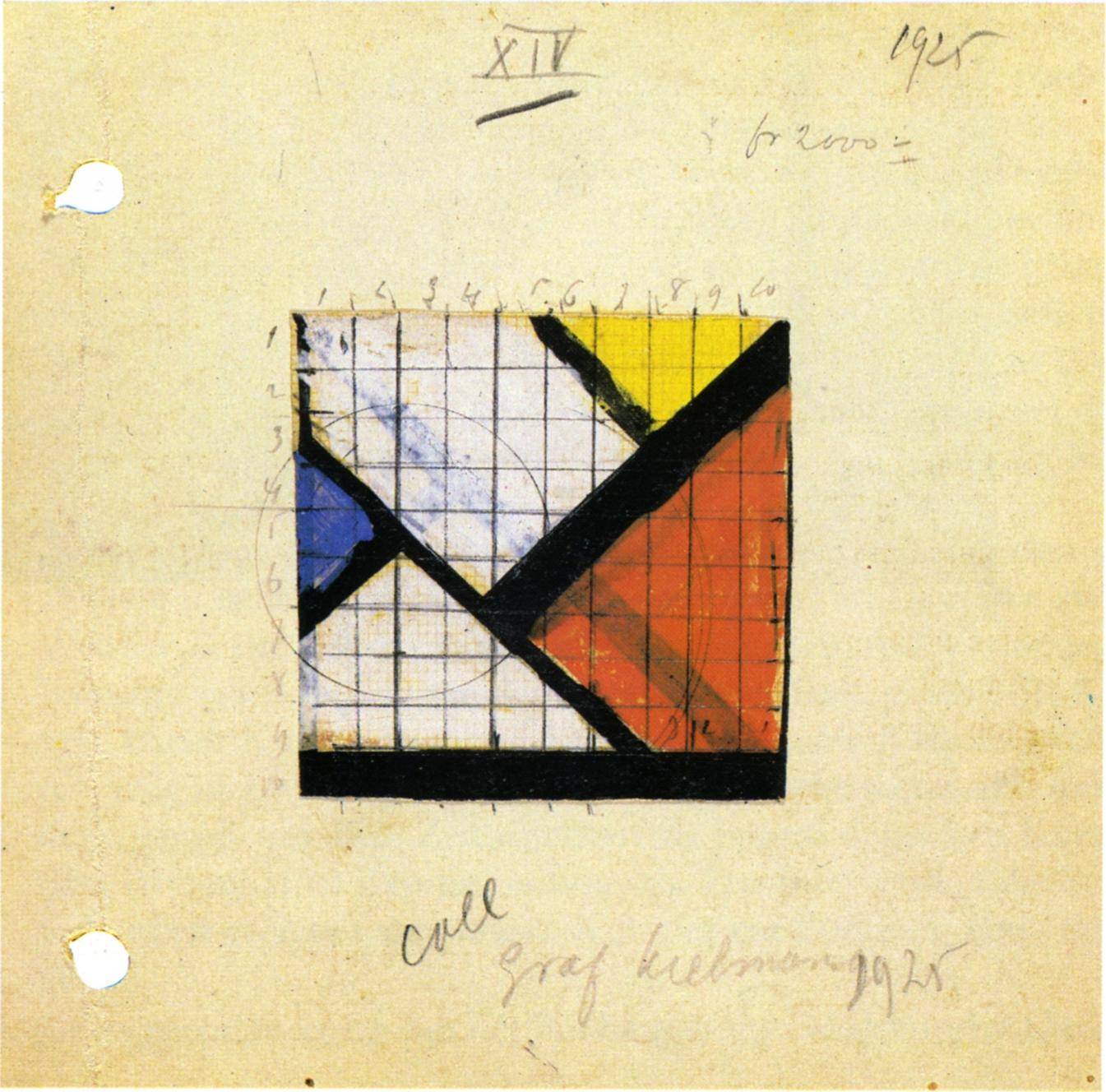
Theo van Doesburg. Studie voor Contra-compositie XIV. 1925. Potlood en gouache op papier bevestigd op karton. 11,5 × 12 cm. Otterlo, Kröller-Müller Museum.

Contra-compositie XIV is het negende schilderij in de serie contra-composities, waarmee Van Doesburg in 1924 begon. Het heette aanvankelijk dan ook Contra-compositie IX. De huidige titel is gebaseerd op het boekje Unique studies for Compositions, waarin Van Doesburg alle voorstudies van zijn contra-composities opnam, en waar het voorkomt als veertiende. Het is rechtsonder gesigneerd en gedateerd 'THEO VAN D. 1925'.
Toen Van Doesburg het werk voltooide, had hij nog een ander schilderij onderhanden, waaraan hij waarschijnlijk eerder begonnen was. Dit schilderij, Contra-compositie XIII noemde hij dan ook aanvankelijk Contra-compositie VIII. Van 30 november tot en met 21 december 1925 vond in het Syndicat des Antiquaires in Parijs de tentoonstelling L'Art d'Aujourd'hui (De kunst van nu) plaats. Deze tentoonstelling was een reactie op de eerder dat jaar in Parijs gehouden Exposition Internationale des Arts Décoratifs, die volgens de organisatoren van L'Art d'Aujourd'hui te behoudend was. Aanvankelijk wilde Van Doesburg hier Contra-compositie XIII tentoonstellen, maar omdat hij dit werk op dat moment nog niet voltooid had, zond hij Contra-compositie XIV in.

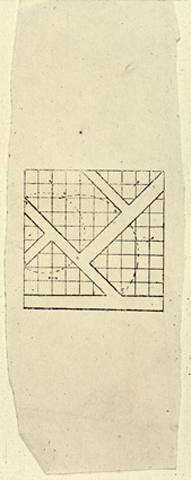
Compositieschema.

In 1926 publiceerde Van Doesburg Contra-compositie XIV in het Poolse avant-gardetijdschrift Praesens (Tegenwoordige tijd) ter illustratie bij een artikel over het Elementarisme. In dit artikel komt ook een compositieschema voor, waarin Van Doesburg aangeeft hoe hij Contra-compositie XIV construeerde.

## Herkomst
Omstreeks 1927 bevond Contra-compositie XIV zich in de verzameling van Graaf W. Kielmansegg in Duitsland. In 1936 was het in het bezit van Gravin Trudis von Kielmansegg. Daarna kwam het weer in bezit van Van Doesburgs weduwe, Nelly van Doesburg, die het in 1955 verkocht aan de Venezolaanse architect Carlos Raúl Villanueva (1900-1975).

## Tentoonstellingen
Contra-compositie XIV maakte deel uit van de volgende tentoonstellingen:
- L'Art d'Aujourd'hui, 30 november-21 december 1925, Syndicat des Antiquaires, Parijs (als Contre-composition XIII).
- Theo van Doesburg, 2-31 mei 1936, Stedelijk Museum, Amsterdam (als Contre-composition XVI, 1926, Gräfin Trudis von Kielmansegg).